# Вивих (фестиваль)

Афіша першого фестивалю, 1990.

«Вивих» (ВиВих) — молодіжний фестиваль альтернативної культури та нетрадиційних жанрів мистецтва у Львові. Відбулося два фестивалі — у 1990 і 1992 роках.
Вперше відбувся у місті Львові наприкінці травня 1990. Приурочений до Дня визволення Африки і першої річниці Студентського Братства Львова. Директором першого фестивалю був тогочасний Голова Студентського Братства Маркіян Іващишин.

## 1990
Відбувався 25-27 травня.
Головний режисер першого фестивалю — Сергій Проскурня, співавтори сценарію — Олександр Ірванець, Юрій Винничук, Сергій Проскурня.
Серед учасників: «Банита Байда», «Бу-Ба-Бу», «Лугосад», «Мертвий півень», Назар Гончар, Ярослав Хомик, Ольга Юнакова, гурт «Сидіння Разом» студії «Sпати» (майбутній «Скрябін»), «Табула Раса», Таїсія Повалій та інші.
У складі журі — діячі української культури Андрій Миколайчук, Віктор Морозов, Андрій Панчишин, Роман Безпалків, Богдан Жолдак, Володимир Діброва.
На окремій події обирали «Королеву дебілів» — своєрідний конкурс краси. Ще провели змагання малюнків, де учасники презентували карикатури на політичних лідерів, висміювали стан речей у державі та зображували свою «вивихнуту» реальність . На стадіоні «Юність», де музиканти виступали та зберігали свої інструменти, виникла пожежа. З полум'я, що знищувало все довкола, хлопцям вдалось винести арфу — дуже символічно. Фестиваль закінчився карнавальною ходою, що пройшла вулицями та площами Львова до парку «Культури», де відбувся прощальний гала-концерт .

## 1992
Відбувався 1-4 жовтня. Директор фестивалю — тогочасний Голова Студентського Братства Львова — Олег Тягнибок, Головний адміністратор фестивалю — Маркіян Іващишин, Головний режисер фестивалю — Сергій Проскурня, Завідувач сценарною групою — Віктор Неборак, Головний сценарист — Назар Гончар, Головний художник — Влодко Кауфман, Художник-постановник фестивалю Петро Старух.
Спонсорувати захід погодились банки, міжнародні авіалінії, підприємства з виготовлення електротехніки та багато інших. Фестиваль 92-го продовжив традицію імпровізації. Музичну сцену, що була більше схожа на дерев'яну церкву з космосу, розмістили навпроти «рок-оперного» театру.
Серед учасників: «Бу-Ба-Бу», «Вій», «Мертвий півень», «Неборак-рок-бенд», «Брати Блюзу», буфф-панк-оркестр «Ку-Ку», «Слоїки», «STRESS», «Ейфорія», «LAZARET», «Раббота Хо», «Страйк», «Жанна Боднарук», «Святий Сон», «Скрябін», «Гицелі», «КРОК», «Дзвін», «Марія Бурмака», «Табула Раса» «Ганна Лев», «Рутенія», «Пам'ятки архітектури», «Клуб Шанувальників Чаю», «Колгосп імені Шерлока Холмса» та багато інших. Кількість музичних гуртів помітно збільшилась. До виконавців, що вирішили вдруге виступити на сцені «Вивиху», долучилися відомі гурти «Вій» та «Скрябін». Із тодішнього «андерграунду» були: буфф-панк-оркестр «Ку-Ку», «Неборак-рок-бенд», «Колгосп імені Шерлока Холмса», «Слоїки» та багато інших. 

В рамках фестивалю була поставлена опера «Крайслер Імперіал», де режисером виступив Сергій Проскурня, були запрошені вищезгадані рок-групи, автором сценографії виступив Петро Старух, автором костюмів Антоніна Денисюк. Вистава виконувалась літературним угрупуванням «Бу-Ба-Бу».